# Сен-Бернар (Эн)
Сен-Берна́р (фр. Saint-Bernard) — коммуна во Франции, находится в регионе Рона — Альпы. Департамент — Эн. Входит в состав кантона Треву. Округ коммуны — Бурк-ан-Брес.
Код INSEE коммуны — 01339.

## География
Коммуна расположена приблизительно в 370 км к юго-востоку от Парижа, в 24 км северо-западнее Лиона, в 55 км к юго-западу от Бурк-ан-Бреса.
По территории коммуны протекает река Сона и её приток — небольшая река Форман.

## Климат
Климат полуконтинентальный с холодной зимой и тёплым летом. Дожди бывают нечасто, в основном летом.

## Население
Население коммуны на 2010 год составляло 1375 человек.
| 1962 | 1968 | 1975 | 1982 | 1990 | 1999 | 2010 |
| ---- | ---- | ---- | ---- | ---- | ---- | ---- |
| 253  | 362  | 488  | 705  | 872  | 1281 | 1375 |

## Администрация
| Период | Период | Фамилия      | Партия | Примечания |
| ------ | ------ | ------------ | ------ | ---------- |
| 1977   | 2001   | Франсуа Паур |        |            |
| 2001   | 2014   | Брюно Бале   |        |            |
| 2014   | 2020   | Бернар Ре    |        |            |

## Экономика
В 2010 году среди 866 человек трудоспособного возраста (15—64 лет) 619 были экономически активными, 247 — неактивными (показатель активности — 71,5 %, в 1999 году было 70,3 %). Из 619 активных жителей работали 590 человек (313 мужчин и 277 женщин), безработных было 29 (13 мужчин и 16 женщин). Среди 247 неактивных 89 человек были учениками или студентами, 100 — пенсионерами, 58 были неактивными по другим причинам.

## Достопримечательности
- Замок Сен-Бернар[фр.] (XIV век). Исторический памятник с 1997 года.[4]
- Бывший монастырь Ла-Брюйер, или т. н. замок Ла-Брюйер (XII век). Исторический памятник с 1997 года.[5]

## Фотогалерея

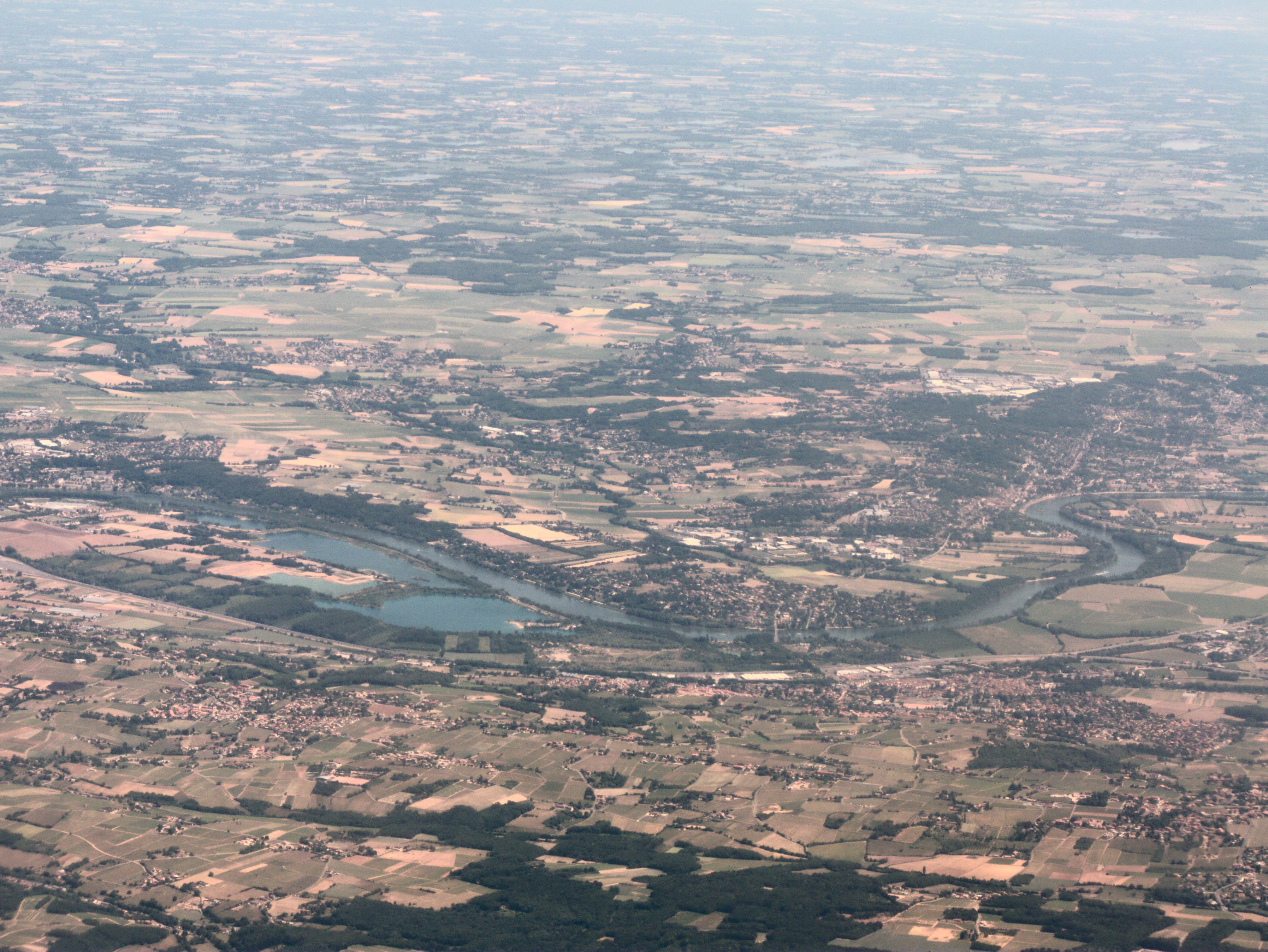
Сен-Бернар
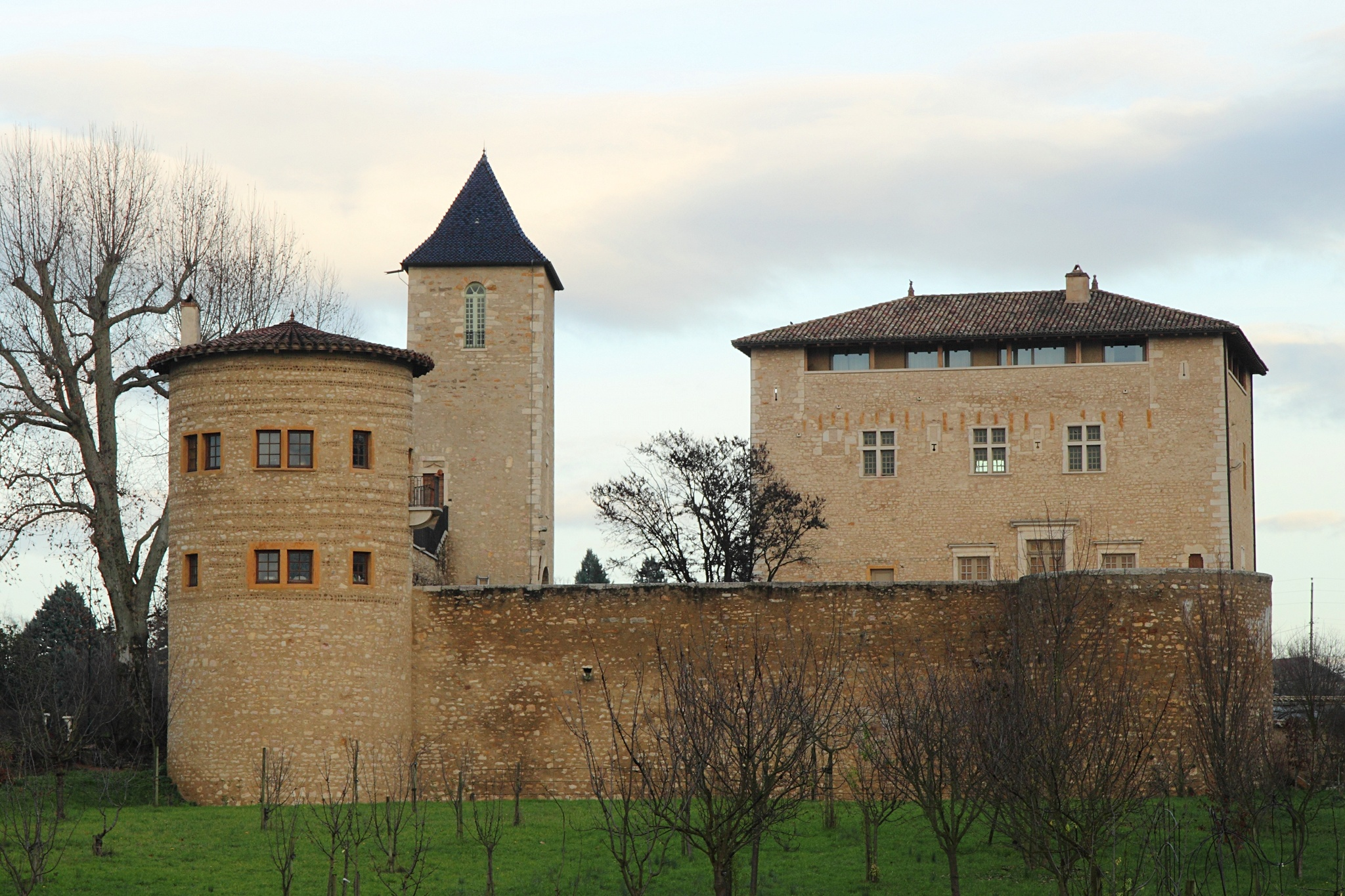
Замок Ла-Брюйер
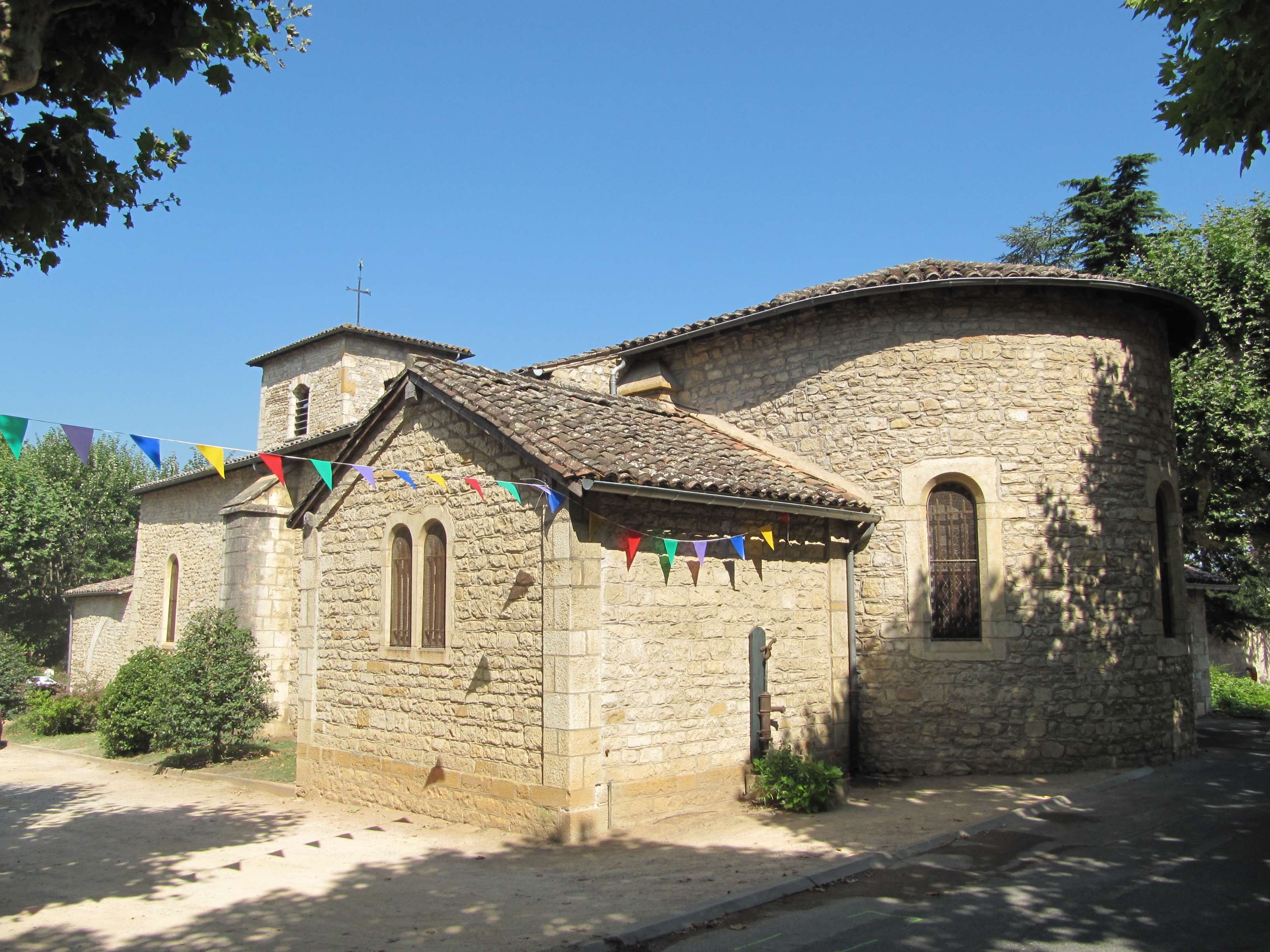
Церковь
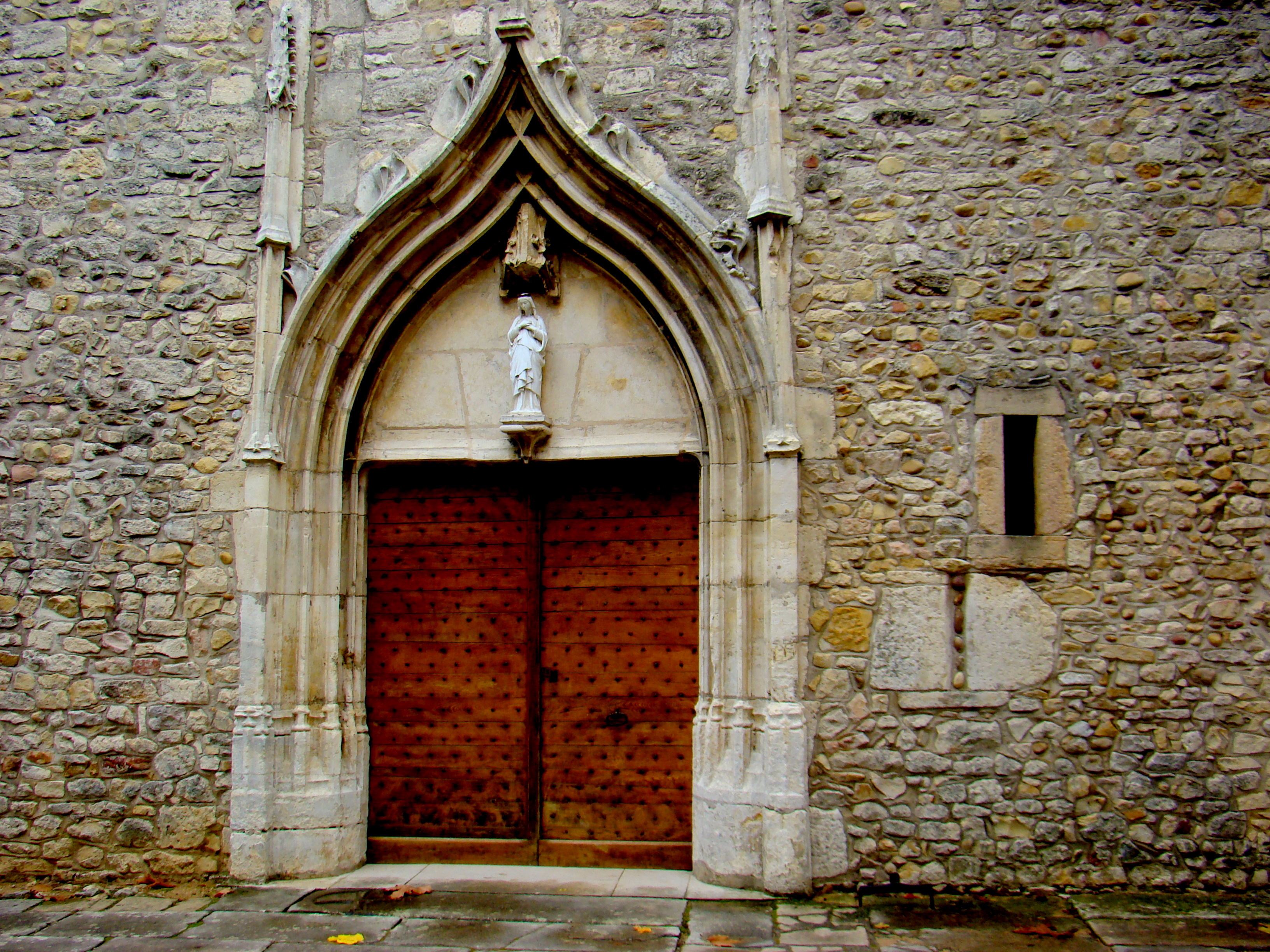
Портал церкви
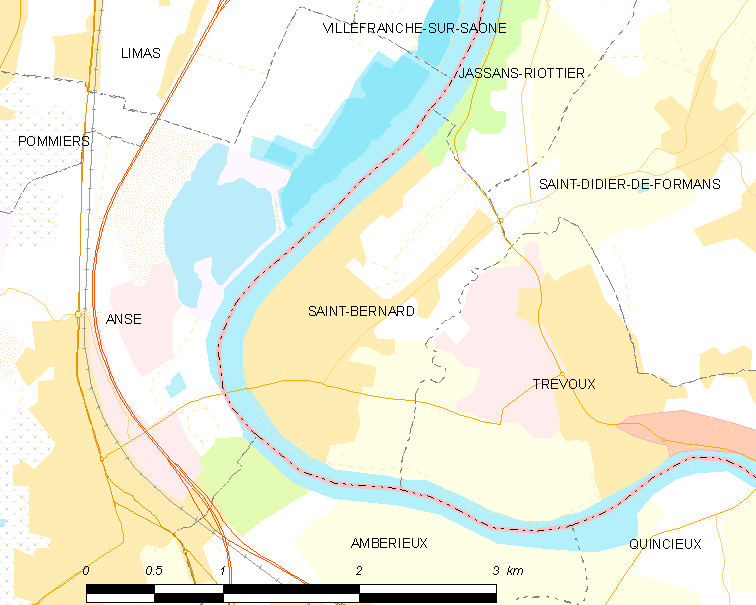
Карта коммуны